# Benedictus V
Benedictus V, född i Rom, död 4 juli 965 i Hamburg, var påve från den 22 maj 964 tills han avsattes av kejsaren, den 23 juni 964.

## Biografi
Benedictus var kardinaldiakon, och var så berömd för sin lärdom att han kallades Grammaticus, när han utsågs till påve. Omständigheterna vid tillsättningen av påve var kaotiska och kritiska. Kejsar Otto I hade störtat påve Johannes XII, och utsett en egen kandidat till påve, Leo VIII. Men så fort romarna fick chansen förvisade de Leo från staden, och när Johannes XII avled den 14 maj 964, valde de kardinal Benedictus i stället.
Kejsar Otto blev rasande över utnämningen, tågade till Rom, belägrade Benedictus, och avsatte honom den 23 juni 964. Vid synoden där han avsattes, bröts påvestaven över hans huvud av Leo VIII, vilket är det första omnämnandet av den. Det är mer sannolikt att Benedictus störtades än att han avgick frivilligt och erkände sig vara olagligt tillsatt. 
Efter det att Leo hade återinsatts på Heliga stolen, lämnade kejsar Otto Rom och tog med sig Benedictus till Tyskland. Benedictus sattes under uppsikt av ärkebiskop Adaldag av Hamburg-Bremen, som visade honom stor förståelse och till och med förklarade honom som påve inför några av Tysklands präster.
Benedictus kvarlevor fick först sin vila i Hamburgs katedral, men fördes år 999 tillbaka till Rom.

## Bilder

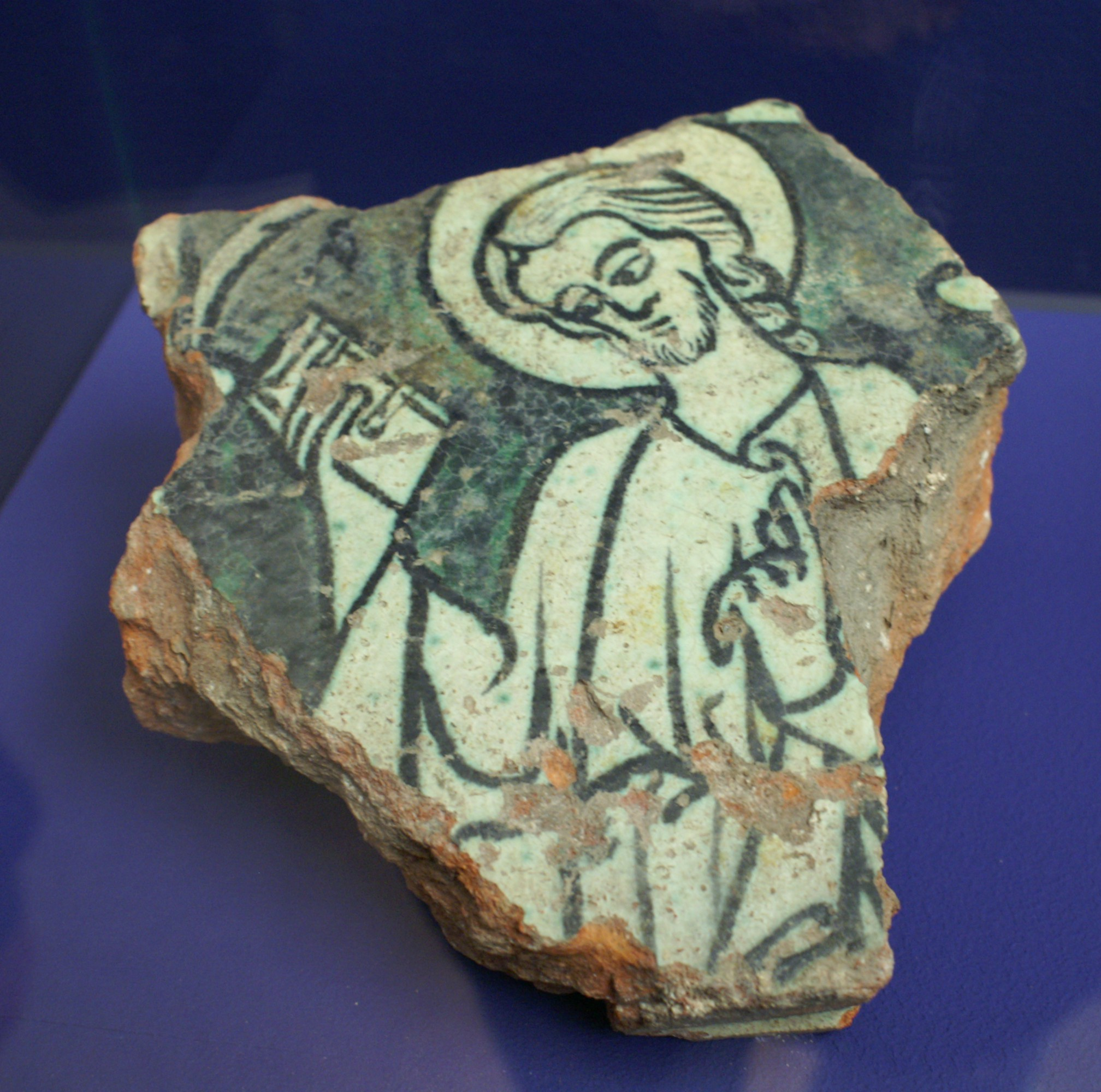
Terracottaskärva från Benedictus grav i Hamburg.
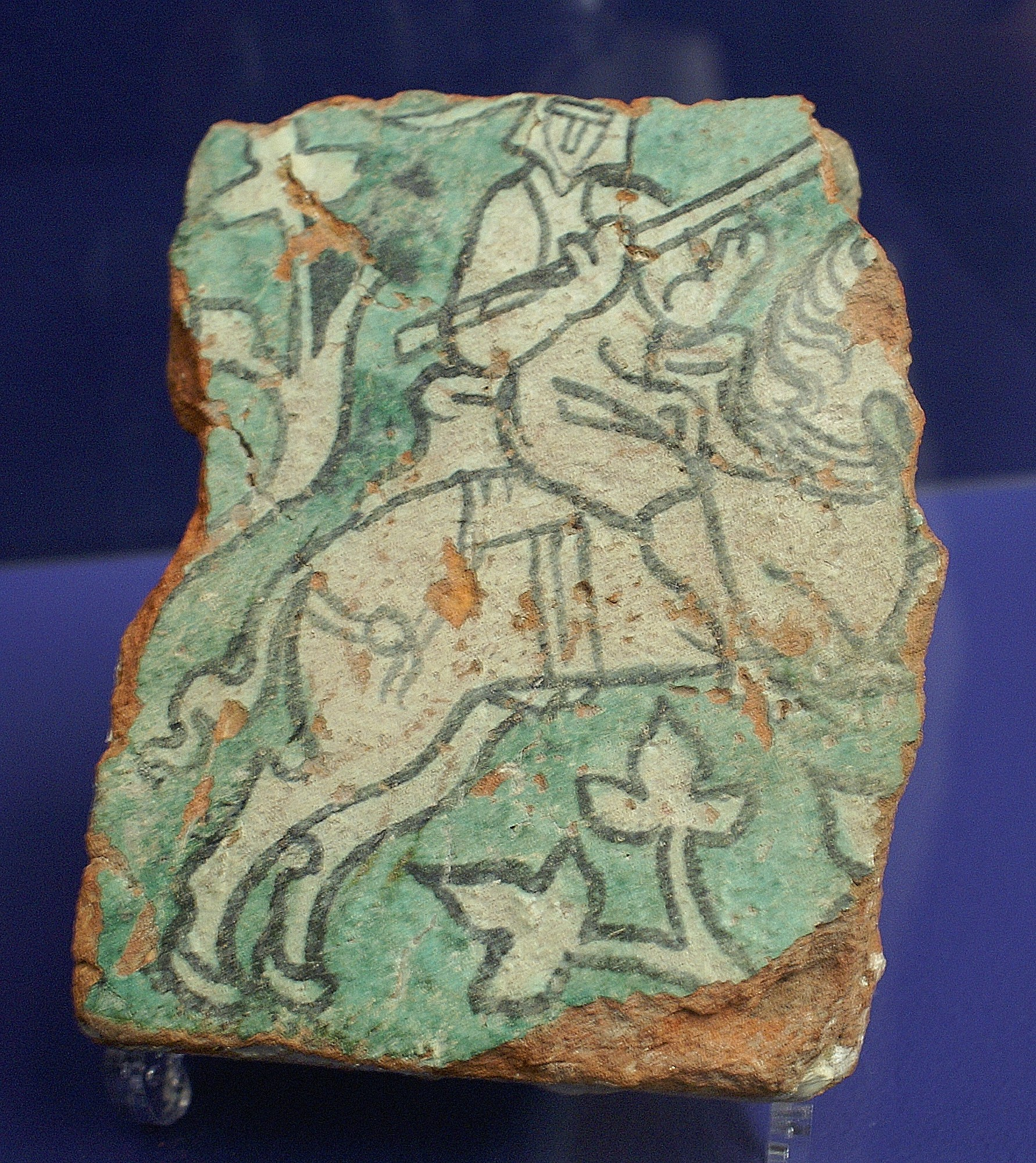
Terracottaskärva från Benedictus grav i Hamburg.